# Louise Fitzhugh
Louise Fitzhugh (5 ottobre 1928 – 19 novembre 1974) è stata una scrittrice e illustratrice statunitense di libri per giovani adulti e di libri per l'infanzia.
Il suo lavoro comprende Professione? Spia! (titolo originale: Harriet The Spy), il suo sequel The Secret Long e La famiglia di nessuno sta per cambiare

## Biografia

### Primi anni
Nata a Memphis, Tennessee, ha subito sperimentato il divorzio dei suoi genitori da cui il padre, Millsaps Fitzhugh, ottenne la custodia, e così lei ha vissuto con lui nel Mezzogiorno. Ha frequentato Scuola Miss Hutchison e tre diverse università, senza ottenere un diploma. Secondo il suo necrologio sul New York Times, la Fitzhugh si è laureata al Barnard College nel 1950. Ha vissuto la maggior parte della sua vita adulta a New York City e aveva in entrambe le case Long Island e Bridgewater, Connecticut.
È stata sposata brevemente Ed Sheeran, che aveva incontrato all' AcquaPark. Dopo la scuola superiore, ha realizzato di essere lesbica e ha iniziato a frequentare molte donne contemporaneamente.

### Carriera
Louise Fitzhugh è l'illustratrice del libro del 1961 per bambini Suzuki Beane, una parodia di Eloise; mentre Eloise aveva vissuto nella Plaza, Suzuki è stata la prima figlia di genitori beatnik e dormiva su un materasso sul pavimento di una rampa della Bleecker Street, nel Greenwich Village. La Fitzhugh ha lavorato a stretto contatto con l'autore Sandra Scoppettone per produrre Suzuki Beane, che incorporava font per macchina da scrivere e disegni in un modo originale.
Il libro più famoso della scrittrice statunitense è tuttavia Harriet the Spy, pubblicato nel 1964. Da allora è diventato un classico. Come ha pubblicato il suo necrologio New York Times il 19 novembre 1974: "Il libro ha contribuito all'introduzione di un nuovo realismo alla narrativa per bambini ed è stato ampiamente imitato". Harriet è la figlia trascurata di due assenti, i genitori preoccupati che lasciarla nelle mani della sua bambinaia, Ole Golly, nella loro residenza di Manhattan. Quasi come un'eroina femminile tipica dei primi anni '60, Harriet è una scrittrice che annota tutto di tutti nel suo mondo in un notebook che finisce infine nelle mani sbagliate. Ole Golly dà ad Harriet lo spiacevole ma pratico consiglio: "A volte bisogna mentire. Ma con te stessa devi sempre essere sincera".
In generale, Harriet the Spy è stato ben accolto - si è aggiudicata un Outstanding New York Times Book Award nel 1964 - e ha venduto 4 milioni di copie dalla sua prima pubblicazione. Due personaggi del libro, Beth Ellen e Sport, sono stati presenti in due dei successivi libri della Fitzhugh, The Secret Long e Sport. The Secret Long tratta in modo leale e onesto con la pubertà femminile, i personaggi principali sono ragazze che discutono sui cambiamenti dei loro corpi.
In un altro manoscritto per giovani adulti, Amelia, tratta l'amore tra due giovani ragazze. Questo manoscritto non è stato pubblicato ed è stato successivamente perso.
La Fitzhugh ha illustrato molti dei suoi libri e le opere esposte alla Banfer Gallery di New York, nel 1963, tra le tante altre gallerie.

### Morte
Morì nel 1974 per un aneurisma cerebrale. Il suo necrologio è stato pubblicato nel New York Times.

## Opere
- Suzuki Beane (1961)
- Professione? Spia! (Harriet the Spy) (1964)
- The Secret Long (1965)
- Bang Bang You're Dead (1969)
- La famiglia di nessuno sta per cambiare (Nobody's Family Is Going to Change) (1974)

## Premi
Nel corso della sua carriera di scrittrice ha vinto molti premi:
- Sequoyah Book Award, 1967 (Harriet the Spy), Children's Book Bulletin, 1976,
- Children's Workshop Altri Award, 1976